# Saga Walli
Saga Walli, född Elmblad 29 juni 1891 i Prag i Österrike-Ungern, död 7 november 1975 i Göteborg, var en svensk målare och tecknare. 
Walli var dotter till operasångaren Johannes Elmblad och hans hustru, författaren Sigrid Pettersson samt från 1916 gift med teologen och skolmannen Gustaf Walli. Tillsammans fick de två söner. Walli studerade porträttmåleri för Egon Josef Kossuth 1905 och landskapsmålning för Hans Völker 1905–1906 samt för Kerstin Cardon i Stockholm 1909–1911 och för Carl Wilhelmson i Göteborg och Stockholm 1911–1916; dessutom bedrev hon självstudier under en längre resa till Tyskland och Italien 1912. Separat ställde hon bland annat ut på Västergötlands museum i Skara 1945 och tillsammans med Sigfrid Ullman och Arne Larzon ställde hon ut i Göteborg.
Walli har målat altartavlor i ett flertal svenska kyrkor bland annat till Sankta Birgittas kapell i Klippan, Hagens kapell i Långdrag, Murums kyrka, Tiarps kyrka, Ödsmåls kyrka, Messaure kyrka och Vänersnäs kyrka. För Göteborgs domkyrkoförvaltning utförde hon ett flertal porträtt av stiftets domprostar från Johan Wingård till Olle Nystedt samt några biskopsporträtt. För Skara domkyrka målade hon en tavla till bönaltaret i kyrkans sakristia samt väggmålningar i Johannesbergs kapell i Mariestad och Betlehemskyrkan i Göteborg.  
Förutom porträtt består hennes konst av blomstermotiv, stilleben och  landskap utförda i olja, pastell eller gouache samt teckningar i kol och tusch. Som illustratör har hon illustrerat barnböcker samt gjort vykort. Hon var även verksam som pedagog.  
Walli finns representerad vid Göteborgs konstmuseum, Göteborgs stadsmuseum och Nationalmuseum i Stockholm. 

## Kyrkliga utsmyckningar (bl.a.)
- Annedalskyrkan
- Hunnebostrands kyrka
- Murums kyrka
- Sankta Birgittas kapell, Göteborg
- Tiarps kyrka
- Vänersnäs kyrka
- Älvsborgs kyrka
- Ödsmåls kyrka